# 2016년 록하트 열기구 추락 사고
2016년 7월 30일 미국 텍사스주 록하트에서 열기구 내에서 화재가 발생하여 추락하는 사고가 발생하였다. 이 사고로 16명이 사망하였다. 이 사고는 열기구 사고로는 미국에서 가장 사상자를 많이 낸 사고가 되었으며, 전 세계에서는 2013년 룩소르 열기구 추락 사고 다음으로 두 번째로 가장 많은 사상사자를 낸 사고가 되었다.